# Large Millimeter Telescope

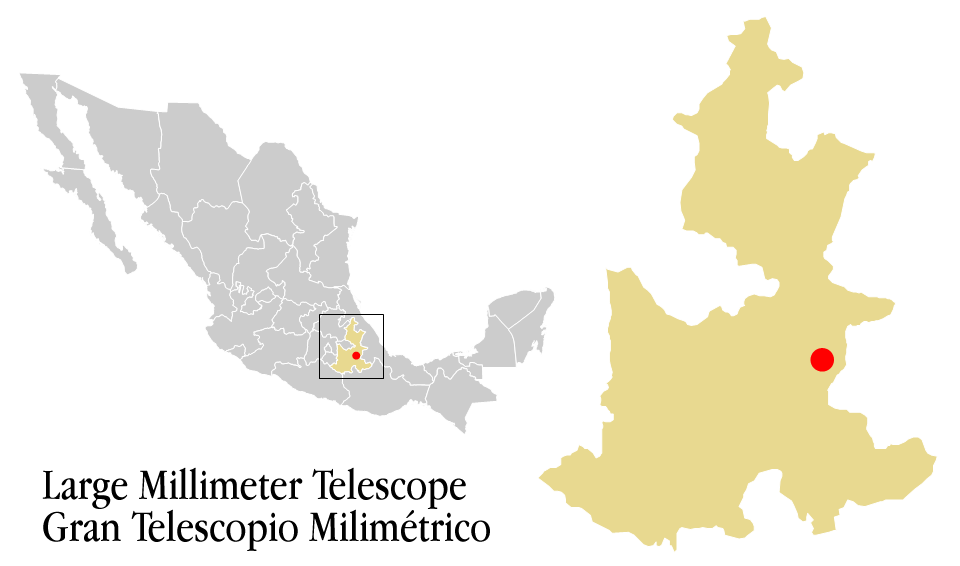
Posizione di LMT

Il Large Millimeter Telescope (LMT) (in spagnolo Gran Telescopio Milimétrico o GTM) è stato inaugurato il 22 novembre 2006. È il più grande telescopio a singola apertura al mondo nell'intervallo delle onde radio millimetriche da circa 0,85 a 4 mm di lunghezza d'onda. La sua superficie attiva ha un diametro di 50 m e l'area di raccolta supera i 2000 m² di superficie.
LMT è stato costruito sulla cima della Sierra Negra (stato di Puebla), vulcano estinto al quinto posto fra le montagne più alte del Messico e compagno della montagna più alta, il Pico de Orizaba. La costruzione del telescopio è durata 10 anni con un costo di 116 milioni di dollari ed è frutto di una collaborazione tra il Messico (70%) e gli Stati Uniti d'America (30%), attraverso rispettivamente l'Instituto Nacional de Astrofísica, Óptica y Electrónica (INAOE) e l'University of Massachusetts at Amherst (UMass).
Questo telescopio viene utilizzato in vari filoni della ricerca astronomica: le osservazioni alle lunghezze d'onda millimetriche permettono agli astronomi di esplorare le regioni del mezzo interstellare oscurate da polveri, in particolar modo quelle sede di formazione stellare. Inoltre vengono osservati planetesimi del Sistema solare e pianeti e dischi protoplanetari di sistemi extrasolari in quanto relativamente freddi ed emittenti quindi la maggior parte della propria radiazione alle lunghezze d'onda millimetriche. Infine vengono compiute osservazioni di nuclei galattici attivi e delle fluttuazioni nella radiazione cosmica di fondo.

## Ricerca e risultati scientifici
- A novembre 2017, utilizzando la camera Aztec[1] del telescopio, è stata osservata una delle galassie ad alto tasso di formazione stellare più distanti dell'universo. G09 83808, scoperta grazie anche all'effetto di lente gravitazionale provocato da un'altra galassia, ha un red-shift di z = 6.027 ed un tasso di proliferazione stellare di circa 380 masse solari annue.[2][3]